# Bare Bones (album, Wishbone Ash)
Bare Bones je plně akustické studiové album rockové skupiny Wishbone Ash. Představuje re-aranžované verze starých klasických skladeb, několik nových skladeb a coververzí. Na albu se objevilo několik speciálních hostů, včetně zpěvačky Claire Hamill. Na podporu tohoto alba skupina včlenila blok akustických skladeb do svého koncertního repertoáru v letech 1999 a 2000.

## Seznam skladeb
1. "Wings Of Desire"
2. "Errors Of My Way"
3. "Master Of Disguise"
4. "You Won't Take Me Down"
5. "Love Abuse"
6. "One More Chance"
7. "Baby Don't Mind"
8. "Living Proof"
9. "Hard Times"
10. "Strange Affair"
11. "Everybody Needs A Friend"

## Obsazení
- Andy Powell – kytara, zpěv
- Mark Birch – kytara, zpěv
- Bob Skeat – baskytara
- Ray Weston – bicí